# Samsung i5510 Galaxy 551
I5510 (znany również jako Galaxy 551, nazwa kodowa Callisto) – smartfon średniej klasy firmy Samsung. Premiera odbyła się w IV kwartale 2010 roku.

## Opis[1]
Galaxy 551 posiada ekran 3,2" typu LCD TFT o rozdzielczości 240 × 400 pikseli. Jest to wyświetlacz dotykowy, pojemnościowy. Procesor modelu I5510 ma taktowanie 667 MHz i jest oparty na popularnym SoC MSM 7227 firmy Qualcomm. Z tyłu obudowy umieszczony jest aparat o matrycy 3,2 megapiksela. Model Galaxy 551 pracuje pod kontrolą systemu operacyjnego Google Android w wersji 2.2 FroYo (istnieje możliwość aktualizacji systemu do wersji 2.3.6 Gingerbread przy użyciu programu Samsung Kies). W telefonie nie zabrakło łączności Wi-Fi (standardy b/g/n) oraz sprzętowej klawiatury QWERTY.